# Хавана (Северна Дакота)
Хавана (енгл. Havana) град је у америчкој савезној држави Северна Дакота.

## Демографија
По попису из 2010. године број становника је 71, што је 23 (-24,5%) становника мање него 2000. године.
| Група             | 2000.       | 2010.      |
| Белци             | 94 (100,0%) | 68 (95,8%) |
| Афроамериканци    | 0 (0,0%)    | 0 (0,0%)   |
| Азијати           | 0 (0,0%)    | 0 (0,0%)   |
| Хиспаноамериканци | 0 (0,0%)    | 1 (1,4%)   |
| Укупно            | 94          | 71         |